# ريكورد تي في
ريكورد تي في (بالبرتغاليَّة: RecordTV) هي شبكة تلفزيون برازيلية، التي تأسست في عام 1953 من قبل باولو ماشادو دي كارفاليو، وهو أيضًا مؤسس راديو ريكورد. حاليًا الشبكة مملوكة من قبل رجل الأعمال البرازيلي إيدير ماسيدو، وهو أيضًا مؤسس وأسقف الكنيسة العالمية لملكوت الله الخمسينية.
منذ عام 2007 أصبحت شبكة التلفزيون ريكورد ثاني أكثر الشبكات شعبية في البرازيل، بعد أن كانت في المركز الأخير بين شبكات التلفزيون منذ 1980. مع 63 من السنوات المتواصلة من البث، أصبحت أقدم شبكة تلفزيونية نشطة في البلاد.

## وصلات خارجية
- الموقع الرسمي